# Жаркудук
Жаркуду́к (каз. Жарқұдық) — колишнє село у складі Сарисуського району Жамбильської області Казахстану. Входить до складу Байкадамського сільського округу. Ліквідоване у 2019 році.
У радянські часи село називалось Ферма № 3 Жаркудук.
Населення — 237 осіб (2009; 177 в 1999).